# Annika Wickihalder
Annika Viktoria Wickihalder Pettersson (röviden Annika Wickihalder; 2001. január 25. – ) svéd énekesnő, a Melodifestivalen döntőjének résztvevője volt 2024-ben és 2025-ben.

## Magánélete
Pettersson Svájcban született, de gyermekként Spanyolországban is élt. Ötéves korában a családjával Söderhamnba költöztek, aztán itt nőtt fel. A Mellansels folkhögskolában tanult.

## Pályafutása
Részt vett az Idol tizenhetedik évadában 2021 őszén. A döntő előtt a harmadik helyen végzett Jacqline és a későbbi győztes Birkir Blær mögött. 2023 májusában megjelent debütáló EP-je, a Hollow, melyben a soul, a gospel és a pop zene műfajai keverednek.
2023. december 1-jén jelentette be az SVT, hogy az énekesnő bejutott a versenydalával a Melodifestivalen következő évi mezőnyébe. A Light című dalt először a március 2-án rendezendő ötödik elődöntőben adta elő Karlstadban. A szavazás során 79 ponttal a harmadik helyen végzett, így továbbjutott az aznap este tartott vigaszágas szavazásra. Itt a résztvevő tíz dal közül az övé végzett az első helyen 245 ponttal, így továbbjutott a március 9-i döntőbe, ahol 63 pontot sikerült összegyűjtenie (38-at a nemzetközi zsűriktől és 25-öt a nézőktől kapott), mellyel összesítésben a nyolcadik helyen végzett.
2024. november 26-án jelentette be az SVT, hogy az énekesnő ismét bejutott a versenydalával a Melodifestivalen következő évi mezőnyébe. A Life Again című dalt először a február 15-én rendezett harmadik elődöntőben adta elő Västeråsban, ahonnan a második helyen továbbjutott a március 8-i döntőbe. Itt 54 pontot sikerült összegyűjtenie (36-ot a nemzetközi zsűriktől és 18-at a nézőktől kapott), mellyel összesítésben ismételten a nyolcadik helyen végzett.

## Diszkográfia

### EP-k
- 2023: Hollow

### Kislemezek
- 2024: Light
- 2025: Life Again